# Sansegoti
Sansegoti (Suicani) su malena hrvatska endogamna zajednica danas naseljena tek na dva lokaliteta, to su otok Sansego (hrv. Susak; 3,75 četvornih kilometara) u blizini Lošinja (stotinjak ili više) i oko 4000 uglavnom u američkom gradu Hoboken u saveznoj američkoj državi New Jersey. Sansegoti govore vlastitim jezikom, imaju vlastite običaje, nošnju i žene se jedino međusobno.

## Ime
Ime Sansegoti dolazi po talijanskom imenu za otok, Isola di Sansego, ranije nazivan i Sansacus. Korijen riječi mogao bi biti po grčkom nazivu za origano, sansegus, što bi potvrđivala i sama prisutnost ove začinske biljke koja raste po livadama otoka Sansega.

## Etnografija

### Običaji
Suicani ili Sansegoti naseljeni na izoliranom otočiću prvenstveno su ribari i uzgajivači vinove loze, koja ima prednost nad svim drugim biljnim kulturama. Tlo je inače pjeskovito i pogodno uzgoju suncokreta. Suicani, muškarci poznati ribari 1801. imali su 12 trata (potezača) za srdjele na kojima je za ljetnih mjeseci radilo na stotine ribara, a bile su u vlasništvu više pojedinaca. Godine 1939. Suicani imaju 17 plivarica, svaka s 22 do 24 ribara, s dva do 4 čovjeka na jednu svijeću (kod Crikveničana redovito jedan na sviječu i dvojica na vesla). lovila se skuša, lancarda (u Dalmaciji nazivana lokarda), a šnjur (širun) se lovio zajedno sa srdjelom. Na Sansegu su se također nalazile sa sikama 22 pošte, to su: Šuplji kamik, Kala Lucija, Tijesni, Suzanski, Pod Trnah, Zali Bok, Porat, Punta Valica, Bračić (malena istoimena sika), Šegarina, Baldarka, Grabrovica, Sakatur, Kurilca, Spijaza i Par pulent (4 pošte). 
U uvali na žalu je naselje kojeg zovu Spjaža, smješteno između mnora i  'Brîga' . Kuće Suicana su kamene, solidno građene, i nema veće razlike u njima između onih na žalu i u selu. obično su od jednog, pa i na dva kata (pot), prekriverne valjkastim crijepom (opuke), zidane od tikule (opeka), a kasnije i od kamena. Krof (krov) je na četiri kantuna. U kući se nalazi poseban prostor za žene, poznat kao tinijel, gdje one šiju, glačaju i rade druge ženske poslove. Kuća ima komin (ognjište) i krušnu peć (pijeć), posebnu apsidnu prigradnju prislonjenu s vanjske strane kuće. Pred kućom se nalazi i dvuor, popločen i cementiran između susjednih zgrada s ljetnom kuhinjicom koju nazivaju kuhinica.

### Križanje među rođacima
Suicani i Suicanke predstavljaju malenu zajednicu koja se ženi isključivo međusobno. Istraživanja Zlate Dolinar-Osole (1904. – 1961.) ukazuju i na brakove u srodstvu pa i na brak brata i sestre, a može se uzeti za primjer gdje su jednoj ženskoj osobi, prabaka po ženskoj liniji i pradjed po muškoj liniji bili brat i sestra. Prema istraživanjima na terenu ustanovljen je velik broj brakova u srodstvu, ali morfološki nije dokazan nikakav oblik degeneracije. Dolinarova je iznijela podatke koji se temelje na ispitivanju križanja među rođacima na raspodjelu krvnih grupa AB0, a temelje se na 669 uzoraka krvi, i to 310 krvne grupe 0, 337 krve grupe A i 17 grupe B. Opširnije se o incestnim vezama među Suicanima može naći u knjizi Otok Susak izdanoj u Zagrebu, 1957, i u osvrtu koji su na Dolionarova istraživanja dali William I. Schull, Koichi P. Ito i Atmaram Soni.

### Nošnja
Suicanka, za razliku od svoga muža ribara ili pomorca, ostaje kod kuće i vodi brigu o svim kućanskim poslovima. Odlazak Suicanke van svoga otoka veoma je rijedak, zaista tek nekada će otići do Malog Lošinja, a još rjeđe do Rijeke. Ova izolacija suicanske žene povoljno je djelovala na očuvanje njihovoga ruha, veoma upečatljivog i prepoznatljivog na prvi pogled. Ona će vestit (suvremeno ruho) veoma rijetko obući, i gotovo ih je nemoguće vidjeti u njemu, i to od djevojčice pa do starice. Nošnju kod njih određuje i životna dob a razlike su gotovo neprimjetne. Suicanka je gotovo redovito obučena u svoje stalno radno ruho.
Nošnju Suicanki razlikuje i po starijem tipu zvanim  'po susacku' , kako se danas teško može vidjeti, jer su gotovo nestale u upotrebi, i danas se se nosi  'po losinsku' .
Po susacku se ruho žene sastoji od bijele platnene košulje zvane kosula, oko vrata zatvorene i preko nje bust, a oko vrata se veže bravaruol, što niz prsa ide do pojasa. Kamizot carni, crna suknja ide od pojasa niže, na bokovima je otvoren, pa se mogu vidjeti ostali donji slojevi ruha, to su bijeli kamizot, i najdonji kamizot zvan sukna skarlata ili suknica. Ispod ovih suknjica nose se platnene duge gaće mudånde, koje se ne mogu vidjeti. Bijeli i crni kamizot vise na uskim naramenicama. Kosula je širokih rukava s jednim botunom koji se kopča na zapešću, s vratnim izrezom rezanim ravno po pregibu i sredinom niz prsa. Na prsima je prorez od dvadeset-pet centimetara koji ostaje otvoren, a rubovi se vrlo malo preklapaju. Ravan ovratnik centa prišiven je na vratni izrez, po polovici je prevrnut i širine šest centimetara. Kosula se izrađuje od kupovnog pamučnog platna. Bust se isto radi od kupovnog platna, bez rukava je i crvene ili plave boje. On pokriva tijelo od ramena do ispod struka i ostavlja izrez na prsima slobodnim. Obje kreluti, prednje pole, duže su od stražnjeg dijela ili skine i prekrivaju bokove i ispod struka. Vunena vrpca kojom su opšiveni rubovi na prsima u kontrastnoj su boji. On je veoma tijesno priljubljen uz tijelo, pa djeluje gotovo kao steznik, vezan je na prsima s pet pari vejcića (vrpčica) ili bavela. 
Bravaruol ili podbradnjak od kupovnog je lanenog batista, veže se vrpcom ispod cente na košulji, uz vrat sitno je nabran. Nosio se preko busta i prekrivao prsa od vrata do struka. Kamizot carni, sansegotski često nazivan lasćavi (ili blistavi) prekriva donji dio tijela od pasa do polovice lista, isto rađen od crnog kupovnog pamučnog platna, koji je na Pašmanu i Ižu Velom nazivan laskavac. Kamizot visi na uskim trakama peramenicama pričvrščenim sprijeda i straga na navrsu. Ispod carnog nosi se bijeli kamizot, izrađen jednako, na rubovima ukrašen čipkom na batiće. Posljednji treći kamizot, sukna skarlata, od kupovnog je barheta, krojena je od dviju pola, u pasu nije stegnuta, nego s nekoliko ušitaka prišivena na poširu ošvu. Iznad donjeg ruba dodan je nabrani volan od kojih 12 centimetara, nazivan kåmuf. Ova suknja je zbog toga uska i širi se zvonoliko i dolazi do izražaja u plesnom pokretu. Na svojoj crvenoj podlozi ukrašena je vrpcama bavelama, bijelim merlićima i žutom valnicom nanizanim u valovitim prugama.
Mudånde su gaće s nogavicama, sve do ispod koljena gdje se vežu. Nogavice su sastavljene i pričvrščene samo u pasu i nisu međusobno sašivene. U mirnom stavu Suicanki se crvena podsuknja i Mudånde ne vide, vidljivi su tek bijeli i carni kamizot. U pasu kamizot se steže crvenom tkaninom zvanom pås, sličnim drugim tkanicama na otocima Kvarnera. U hladnije doba oblači se i maja pletena od vune, s uskim i dugim rukavima, na prsima otvorena, oko vrata okordelana, obrubljena crvenom tkaninom na cvjetove. Na nogama nose se crvene vunene kalcete što dopiru iznad koljena i naticale se suknene papuče carape sa suknenim potplatom s vrškom u šiljak i otvorom za nogu u obliku srca. Carape su se izrađivale kod kuće od domaćeg i kupovnog platna. Carapa je opšivena crnom vrpcom bavela i u kontrastnoj boji okordelan kordunom.
Kosu Suicanka češlja osobito, podijeljenu na tjemenu od uha do uha, s prednjim pramenovima začešljanim unaprijed u uvojke rice, koji vise s obje strane lica. Ostatak kose splete se u pletenicu damnicu koja se smota i na koju se veže vrpca prhala (parhava), crvene ili zelene boje. Na glavi je svileni crveni rubac, facuol od raze, prevrnut po dijagonali i s podmetutim papirom, vezan ispod brade. On stoji ukručeno, oštrih je bridova i pregiba.
Po losinjsku je suvremeniji tip nošnje mlađih Suicanki, nosi se ponajviše u svečanim zgodama i sastoji se od svilene bluze zabåjka, kamizota na fåldice i urešene pregačice zvane tarvijerslica. Mudånde se nose ispod brojnih kamizota od kojih svaki ima u sebi 7 do 9 metara platna. Prvo dolazi šarena podsuknja sukna rakamåna i povrh nje tri bijele podsuknje, zvani kamizot, vezani oko struka uzicama, s volanima (kåmuf-nabor) na donjoj polovici s tri paralelne potpeni ušivene uz donji rub. Donji dio bijelog kamizota je dvostruk, naškrobljen te stoji zvonoliko. Preko svakog od tri bijela kamizota s kåmuf volanima odijeva se kamizot na fåldice ružičastih boja. U struku su te faldice složene i uglačane do svojih rubova. Kamizot je u pasu stegnut poširom ošvom.
Bluza zabåjka od umjetne je svile i postavljena platnenom podlogom, a ova postava služi i kao steznik jer prileže čvrsto uz tijelo, kopča se s nekoliko dugmeta i naglašava vitkost. Nosi se umetnuta u kamizot, bez ovratnika je sa širokim ošvom uzdignutim uz vrat i obrubljena nabranom čipkom. 
Pregačica tarvijerslica isto je od umjetne svile, ružičastih boja kao i zabåjka i podložena bijelim platnom. Veže se u pasu svilenom petljom i opasuje ružičastim svilenim pasom centura. Na nogama Suicanka po losinjskom nosi ružičaste kalcete i kožnate postoli. Mladenka će na glavi imati i svadbenu krunu jirlånda i vijel.

## Vanjske poveznice
- Amerikanci s Pješčanog Otoka
- Island of Susak